# Cénomans
Ne doit pas être confondu avec Aulerques Cénomans.
Les Cénomans, en latin Cenomani, sont un peuple celte de Gaule cisalpine qui, comme les Sénons, les Lingons et les Boïens, ont émigré en Italie au IVe siècle av. J.-C. Ils sont une branche du peuple des Aulerques, plus précisément des Aulerques Cénomans de Gaule transalpine, établis autour de la ville du Mans, dont le nom a pour étymologie celui de ce peuple. En Italie, ils s'établissent dans la région de Brescia (Brixia).

## Histoire

### Fondation deBrixia(Brescia)
Selon Tite Live, les Cénomans proviennent de Gaule et vraisemblablement de la région du Maine oriental avec pour capitale Le Mans où étaient établis les Aulerques Cénomans. Sous la conduite d'Etitovios, leur installation en Italie aurait été facilitée par Bellovèse, un roi, dont l'existence réelle est douteuse et dont les historiens actuels s'accordent à penser qu'il s'agit d'un personnage mythique.

« Bientôt, suivant les traces de ces premiers Gaulois, une troupe de Cénomans, sous la conduite d'Étitovius, passe les Alpes par le même défilé, avec l'aide de Bellovèse, et vient s'établir aux lieux alors occupés par les Libuens, et où sont maintenant les villes de Brescia et de Vérone. »

« Vers la source de ce fleuve étaient les Laëns et les Lébiciéens ; ensuite les Insubriens, nation puissante et fort étendue ; et après eux les Cénomans ; auprès de la mer Adriatique, les Vénètes, peuple ancien qui avait à peu près les mêmes coutumes et le même habillement que les autres Gaulois, mais qui parlait une autre langue. »

La capitale des Cénomans était Brixia (actuelle Brescia).
Le nom de « Brescia » dérive d'un radical gaulois *brica ou *briga (« sommet », « colline », « hauteur »), que l'on retrouve dans nombre de toponymes de l'aire celtique (Bresse, Brie, Bressanone, etc.).

### Opposition à Rome à l'époque des guerres puniques
"Les Cénomans de Brixia se révoltèrent à l'appel du dernier commandant carthaginois en Italie, Hamilcar". En -201, les Cénomans soulevés par Hamilcar s'emparèrent de Crémone (dans le nord de l'Italie) ; ils sont défaits cependant en -200, et soumis en -197.
Les relations entre les Cénomans et les Romains restent un temps fluctuantes :
Les Insubriens et les Boïens soutinrent aussi constamment le parti qu'ils avaient pris ; mais les Vénètes et les Cénomans se rangèrent du côté des Romains, gagnés par les ambassadeurs qu'on leur avait envoyés, ce qui obligea les rois gaulois de laisser dans le pays une partie de leur armée pour le garder contre ces peuples[Quand ?]
Le consul Cornélius établit son camp sur ce fleuve, à cinq milles au-dessous de l'ennemi. De là il envoya des émissaires dans les bourgs des Cénomans et à Brixia leur capitale, et acquit la certitude que, si la jeunesse du pays avait pris les armes, c'était sans l'aveu des anciens, et qu'aucune décision publique n'avait autorisé les Cénomans à se joindre aux Insubres révoltés. Il fit donc venir les principaux de la nation, et mit tout en œuvre pour les gagner et obtenir qu'ils se séparassent des Insubres, et que, levant leurs enseignes, ils se décidassent ou à rentrer chez eux, ou à passer du côté des Romains. Il ne put réussir ; mais il reçut leur parole qu'ils resteraient neutres dans le combat, ou que, si l'occasion se présentait, ils aideraient les Romains. Les Insubres ignoraient cette convention ; ils avaient pourtant quelques soupçons.[Quand ?]
En Gaule, le préteur M. Furius, qui cherchait un prétexte de guerre au milieu de la paix, avait désarmé les Cénomans, sans avoir aucun grief contre eux. Les Cénomans allèrent s'en plaindre à Rome, et le sénat les renvoya au consul Aemilius, qu'il chargea de l'instruction et du jugement de cette affaire. À la suite de débats fort animés, les Cénomans obtinrent gain de cause; le préteur eut ordre de leur rendre leurs armes et de quitter la province.[Quand ?]

### Un peuple de Gaule cisalpine sous domination romaine

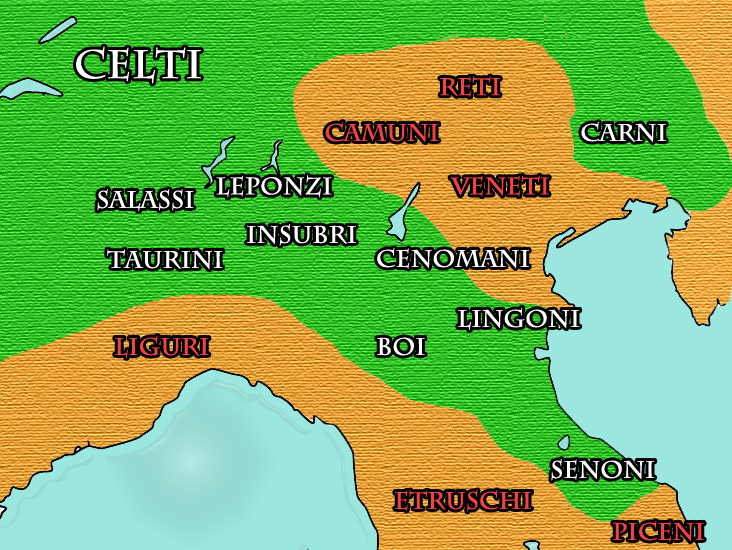
Les peuples de la Gaule cisalpine 391-192 av. J.-C.

Le nom Gallus au pluriel Galli (« Gaulois ») est attesté pour la première fois sous la plume de Caton l'Ancien vers -168, pour désigner les habitants de la plaine du Pô, c'est-à-dire de la Gaule cisalpine. On sait principalement grâce à l'étymologie qu'il s'agissait de peuples venus du nord des Alpes.
La Gaule cisalpine (en Latin : Gallia cisalpina) s'étendait dans la plaine du Pô, au nord de l'Italie. Elle était ainsi nommée par les Romains en raison de sa situation en-deçà des Alpes, par opposition à la Gaule transalpine, située au-delà des Alpes).
Elle correspondait aux régions actuelles d'Émilie-Romagne, Frioul-Vénétie Julienne, Ligurie, Lombardie, Piémont et Vénétie. Ses limites étaient à l'ouest et au nord, les Alpes et les lacs situé à leur pied ; à l'est, le territoire de Trieste ; au sud, le Rubicon et l'Arno ou la Macra (territoire des Étrusques) et l'Apennin ligure.
Située au nord de la péninsule, la Gaule cisalpine devient une province sous la République en -81 et était administrée par un propréteur. Elle ne faisait donc pas partie des provinces romaines impériales. La province était gouvernée depuis Mutina (d'aujourd'hui Modène). La province est annexée à l'Italie vers -42/43 sous les seconds triumvirats.

« Ainsi les contrées au-delà du Pô sont habitées par les Henétes et les Istriens jusqu'à Pola. Au-dessus des Hénétes. sont les Carnes, les Cénomans, les Médoaces et les Insubres. Tous furent les ennemis des Romains à l'exception des Cénomans et des Hénetes qui furent leurs alliés, même avant l'expédition d'Hannibal, quand ils firent la guerre aux Boïens et aux Insubres, et encore dans la suite. »

### Acquisition de la citoyenneté romaine (-49)
En -49, Jules César, gouverneur proconsul de Gaule cisalpine et de Gaule narbonnaise, qui vient de conquérir le reste de la Gaule (-59/-52), s'apprête à « franchir le Rubicon » en vue de prendre le contrôle de Rome, leur accorde la citoyenneté romaine de plein droit, ainsi qu'à l'ensemble de la Gaule cisalpine, escomptant ainsi avoir leur soutien dans la guerre à venir contre Pompée et le Sénat romain. 
En -48, Pompée est vaincu à Pharsale et César devient maître de Rome. Mais il et assassiné en -44 et cela relance un processus de guerres civiles, dont son fils adoptif, Octave sort vainqueur en -31, étant proclamé Augustus par le Sénat en -27.

### Prospérité durant le Haut-Empire
Après les décennies de guerre civile (-49/-31), il s'ensuit une période de paix et de prospérité économique notamment grâce à l'agriculture, au commerce, aux carrières de marbre et aux exploitations minières, qui firent de la région un des pôles centraux du nord de l'Italie à l'époque romaine.[réf. nécessaire]

## Trouvailles épigraphiques notables
- Clivana - Il s'agirait d'une divinité n'apparaissant que sur une unique inscription découverte à Canale en Italie du Nord, sur le territoire des Cénomans.

« Canale (CIL 05, 7593) - G(ENIO) L(VCI) N(OSTRI) IVN(ONI) CLIVANAE N(OSTRAE) IVN(ONI) ANNAEAE N(OSTRAE) VIANELLIA RESTITVTA »

Elle y est associée à Junon, et figure en compagnie d'Annea (elle aussi assimilée à Junon), et des genius locus (génies du lieu). Aucune étymologie du nom n'est proposée, mais l'origine celtique de cette déesse semble retenue par la plupart des spécialistes.
- Viredia - Nom féminin de personne apparaissant sur une inscription funéraire découverte à Brescia (Italie-du-Nord), où elle est l'un des défuntes, et fille de Tertulla. Son nom est basé sur la racine celtique virido- "loyauté, courage, juste".

« Brescia (CIL 5, 4522) D(IS) MANIB(VS) ALBV[C]IA T[E]RTVL[L]A VIRIDIAE T[E]RTVL[L]AE MATRI DIGNISSIMAE »